# Pour It Up
Pour It Up è un singolo della cantante barbadiana Rihanna, il terzo estratto dal suo terzo album in studio Unapologetic, distribuito l'8 gennaio 2013, il giorno successivo all'estrazione di Stay. È stato co-scritto e prodotto dal produttore discografico Michael Williams.

## Accoglienza
Pour It Up ha diviso la critica musicale. Andy Kellman del sito AllMusic l'ha definita "convincente" e ha dichiarato che la cantante "dà il meglio di sé quando si mette a ostentare". Kellman ha inoltre precisato che è la "tipica collaborazione fredda e ronzante con Mike Will" e che le battute "nauseate" di Rihanna sono "tutta un'altra cosa". Jessica Hopper del sito Pitchfork ha dichiarato che Rihanna sembra "allo stesso tempo robotizzata e drogata". Dan Martin da NME ha dichiarato in una recensione di Unapologetic che "lo stato d'animo è ucciso da un momento di caricatura di In da Club come Pour It Up, ma forse è proprio così che dovrebbe essere fatto il mondo dello Swag Pop nel 2012". Randall Roberts della testata Los Angeles Times lo ha definito invece un brano "che fa venire da vomitare". Sarah H. Grant da Consequence ha dichiarato che "l'effervescenza della sua svolta Good Girl Gone Bad si è persa in un mondo senza speranza. Forse in uno strip club in Pour It Up".

## Successo commerciale
Il brano è stato accolto molto bene dalle radio urban americane ed ha scalato velocemente la Hot 100: ha debuttato in 90ª posizione, per poi salire in 76ª poi alla 58ª e infine 19. Pour It Up ha ottenuto un buon successo anche nella Classifica R&B salendo alla posizione n 6°. Inoltre ha venduto oltre 2.000.000 di copie senza promozione.

## Video musicale
Dopo diversi mesi dal lancio, il 22 maggio, Rihanna ha postato sul suo profilo di Instagram alcuni scatti di lei sul set del video di Pour It Up; fra cui alcuni scatti di lei in versione Marilyn Monroe e di lei mentre indossa un tanga (foto che ha fatto scalpore e talvolta anche censurata). In seguito fra il 28 settembre e il 1º ottobre Rihanna ha postato sul suo account di Instagram diverse immagini provenienti dal video. Tutte le immagini, che rappresentavano la cantante in pose seducenti, la vedevano con in testa una parrucca biondo platino. Alcune di esse la vedevano su un trono d'oro, altre facevano vedere le sue originali sopracciglia viola, altre ancora la vedevano in camerino.
Il video doveva essere diretto dal regista Vincent Haycock ma per alcuni dissapori diffusi via twitter  l'autore lascia il set e Rihanna lo dirige da sola
Inoltre è stato pubblicato, il 30 settembre, un video con la performance dell'audizione di una ballerina di lap dance che apparirà nel video. Il video è stato caricato nel canale VEVO di Rihanna il 2 ottobre 2013. La cantante siede su un trono scintillante immerso in una falda sotterranea in veste di spogliarellista presiedendo all'incontro di alcune ragazze che fanno la lap dance strusciando il fondoschiena nell'acqua.

## Classifiche
| Classifica (2012-2013) | Posizione massima |
| ---------------------- | ----------------- |
| Canada                 | 49                |
| Belgio (Fiandre)       | 109               |
| Francia                | 92                |
| Regno Unito            | 70                |
| Repubblica Ceca        | 75                |
| Stati Uniti            | 19                |

## Pubblicazione
| Paese       | Data           | Formato     | Etichetta          |
| ----------- | -------------- | ----------- | ------------------ |
| Stati Uniti | 8 gennaio 2013 | Urban radio | Def Jam Recordings |

## Remix
Nel 2013 il brano è stato remixato dai rapper statunitensi Young Jeezy, Rick Ross, Juicy J e T.I.. Disponibile su iTunes dal 20 marzo 2013. Esiste anche un remix italiano realizzato dal rapper romano Jesto con Briga e Killa Cali dal nome "Fatti l'uno x l'altra".

### Date di pubblicazione
| Paese         | Data          | Formato           | Etichetta |
| ------------- | ------------- | ----------------- | --------- |
| Austria       | 20 marzo 2013 | Download digitale | Def Jam   |
| Canada        | 20 marzo 2013 | Download digitale | Def Jam   |
| Danimarca     | 20 marzo 2013 | Download digitale | Def Jam   |
| Finlandia     | 20 marzo 2013 | Download digitale | Def Jam   |
| Francia       | 20 marzo 2013 | Download digitale | Def Jam   |
| Germania      | 20 marzo 2013 | Download digitale | Def Jam   |
| Italia        | 20 marzo 2013 | Download digitale | Def Jam   |
| Giappone      | 20 marzo 2013 | Download digitale | Def Jam   |
| Nuova Zelanda | 20 marzo 2013 | Download digitale | Def Jam   |
| Norvegia      | 20 marzo 2013 | Download digitale | Def Jam   |
| Paesi Bassi   | 20 marzo 2013 | Download digitale | Def Jam   |
| Regno Unito   | 20 marzo 2013 | Download digitale | Def Jam   |
| Spagna        | 20 marzo 2013 | Download digitale | Def Jam   |
| Svezia        | 20 marzo 2013 | Download digitale | Def Jam   |
| Svizzera      | 20 marzo 2013 | Download digitale | Def Jam   |
| Stati Uniti   | 20 marzo 2013 | Download digitale | Def Jam   |
| Ungheria      | 20 marzo 2013 | Download digitale | Def Jam   |
| Australia     | 22 marzo 2013 | Download digitale | Def Jam   |